# Didier Crettenand
Didier Crettenand (* 24. Februar 1986) ist ein Schweizer ehemaliger Fussballspieler, der zwischen 2013 und 2015 beim Servette FC Genève in der Challenge League spielte.

## Karriere
Crettenand spielte von 2003 bis 2013 mit einer Unterbrechung stets beim FC Sion. Von September 2006 bis zum Saisonende 2006/07 war Crettenand an den Zweitligisten FC Lausanne-Sport ausgeliehen. Er lief ausserdem für einige Auswahlmannschaften des Schweizerischen Fussballverbandes (U-20, U-21) auf.

## Erfolge
- Schweizer Cup (3): 2005/06, 2008/09, 2010/11